# Djemilne, Starobilsk
Djemilne (în ucraineană Джемільне) este un sat în comuna Svitle din raionul Starobilsk, regiunea Luhansk, Ucraina.

## Demografie
Componența lingvistică a localității Djemilne
     Ucraineană (87,97%)
     Rusă (12,03%)
Conform recensământului din 2001, majoritatea populației localității Djemilne era vorbitoare de ucraineană (87,97%), existând în minoritate și vorbitori de rusă (12,03%).